# 伊斯兰民族
伊斯兰民族（英語：Nation of Islam, NOI），又译“伊斯兰国度”，是美国非洲裔人的新宗教运动伊斯蘭主義组织。1930年成立。

## 歷史
1930年7月华莱士·穆罕默德创立伊斯兰民族于底特律。该组织的宗旨为改善非裔美国人的灵魂、精神、社会和经济状态，及至全人类。
该组织的著名前领导人包括以利亚·穆罕默德、马尔科姆·X、路易斯·法拉堪等。有人认为20世纪初期存在于美国北部工业城市的摩尔人科学圣殿是该组织的雏形和精神源头。

## 爭議
伊斯兰民族反白人、主張黑人优越主义以及反犹主义倾向。伊斯兰民族要求成员严格遵守伊斯兰教五功，但是由于意识形态上的分歧，美国主流穆斯林组织与其始终保持距离。南方貧困法律中心更把伊斯兰民族列入「仇恨名單」。